# Sharon Lee
Sharon Denise Lee (ur. 13 marca 1963 w Birmingham) – brytyjska judoczka. Olimpijka z Barcelony 1992, gdzie zajęła dziewiąte miejsce w kategorii 72 kg. Srebrna medalistka mistrzostw świata w 1989. Zdobyła sześć medali na mistrzostwach Europy w tym złoty indywidualnie w 1990. Dwukrotna triumfatorka igrzysk Wspólnoty Narodów w 1990 i trzecia w 1986, gdzie reprezentowała Anglię.
- Turniej w Barcelonie 1992

Wygrała z Inmaculadą Vicent z Hiszpanii, a przegrała z Évą Gránitz z Węgier i Zhuang Xiaoyan z Chin.